# In Your Area
Albums de Hawkwind
Hawkwind 1997
(1999) Spacebrock
(2000)
In Your Area est le vingt-deuxième album studio du groupe de space rock britannique Hawkwind, sorti en 1999 sur le label Griffin Music (en) aux États-Unis, puis l'année suivante au Royaume-Uni sur le label Voiceprint Records (en).
Les six premiers titres ont été enregistrés le 20 novembre 1997 sur la scène de l'Ancienne Belgique de Bruxelles, lors du dernier concert de la tournée de promotion de Distant Horizons, le précédent album studio du groupe. Les autres chansons sont enregistrées dans le studio personnel de Dave Brock, dans le Devon.

## Fiche technique

### Chansons
| 1.    | Brainstorm / Hawkwind in Your Area | Nik Turner / Dave Brock, Captain Rizz                  | 11:08 |
| 2.    | Alchemy                            | Jerry Richards, Richard Chadwick                       | 2:46  |
| 3.    | Love in Space / Rat Race           | Dave Brock / Dave Brock, Captain Rizz                  | 5:51  |
| 4.    | Aerospace-Age Inferno              | Robert Calvert                                         | 5:32  |
| 5.    | First Landing on Medusa            | Robert Calvert, Dave Brock                             | 1:41  |
| 6.    | I Am the Reptoid                   | Ron Tree                                               | 3:19  |
| 7.    | The Nazca                          | Dave Brock                                             | 0:44  |
| 8.    | Hippy                              | Ron Tree, Jerry Richards                               | 5:45  |
| 9.    | Prairie                            | Ron Tree, Jerry Richards                               | 2:39  |
| 10.   | Your Fantasy                       | Ron Tree, Dave Brock, Richard Chadwick, Jerry Richards | 5:04  |
| 11.   | Luxotica                           | Ron Tree, Richard Chadwick, Jerry Richards             | 3:09  |
| 12.   | Diana Park                         | Dave Brock                                             | 4:21  |
| 51:59 |                                    |                                                        |       |

### Musiciens

#### Hawkwind
- Dave Brock : guitare, claviers, chant
- Richard Chadwick : batterie
- Ron Tree (en) : chant, basse
- Jerry Richards : guitare

#### Musiciens supplémentaires
- Captain Rizz : chant
- Crum (Julian Crimmins) : claviers